# Svenska Serier 1992
Svenska Serier Årgång 1992 var den tionde årgången av tidningen och gavs ut i fyra nummer.
| Nummer | Serie                                     | Upphovsman                                   |
| ------ | ----------------------------------------- | -------------------------------------------- |
| 1      | Sven: Ett hopp in i framtiden             | Jonas Darnell Patrik Norrman                 |
|        | Folk(e)hemmet: Flytten                    | C-G Nordström, Jan Olsson & Tapani Karinen   |
|        | Swineburne                                | Mikael Oskarsson                             |
|        | Börje                                     | Martin Reslow                                |
|        | På Socialbyrån, m. fl.                    | Mikael Borg                                  |
|        | Den Vackra Bödeln                         | Per Gyllenör                                 |
|        | Torpeden                                  | Tony Darwiche Mikael Tomasic                 |
|        | Harry Stark: Kidnappningen                | Lennart Moberg                               |
| 2      | Traskens                                  | Jonas Darnell                                |
|        | Sam Sparv                                 | Jerker Blomqvist                             |
|        | Jul hos familjen Slacke                   | Martin Kellerman                             |
|        | Bosse Bilring går på Middag               | Martin Kellerman                             |
|        | Zeb                                       | Kent Johansson                               |
|        | Betongbarn                                | Mårten Edman                                 |
|        | Döden i toan                              | Esbjörn Haraldsson                           |
|        | Solstenen                                 | Johan Gällman                                |
|        | Den roliga festen m. fl.                  | Anders Parsmo                                |
|        | Jobbet framför allt!                      | Pidde Andersson, Jens Jonsson Mikael Tomasic |
|        | Mörkernasse                               | Linus Pettersson                             |
|        | Bertil Bärsärk                            | Martin Rhedin                                |
|        | Sven – Nu åter i Nutid                    | Jonas Darnell Patrik Norrman                 |
| 3      | Traskens                                  | Jonas Darnell                                |
|        | Dirty Hamilton – En polisrobot på uppdrag | Arne Malmved Stefan Rothmaier                |
|        | Harry Stark: I tredje ronden              | Lennart Moberg                               |
|        | Kungens skog                              | Paul Paulsen                                 |
|        | Birger & Hans Bror                        | Johan Wanloo                                 |
|        | Ommöblering i Folkhemmet                  | Anders Westerberg                            |
|        | Trädgårdsdags                             | Caroline Strömberg                           |
|        | Ödlan Örjans öden                         | Erik Rosenlund                               |
|        | Spix & Alverna                            | Johnny Nittsjö                               |
|        | Sven                                      | Jonas Darnell Patrik Norrman                 |
| 4      | Dubbel-Sven får sitt straff               | Jonas Darnell Patrik Norrman                 |
|        | Ond Cirkel                                | Mikael Andersson Jerker Blomqvist            |
|        | Ur Grette Asmundssons Saga                | Alf Svensson                                 |
|        | Jocke och hans värld: Farsa åt djävlar    | Per Forsberg                                 |
|        | Pengar växer inte på träd                 | Mikael Pettersson Stefan Rothmaier           |
|        | Tåtte Åberg och Dagisterroristen          | Mikael Andersson David Liljemark             |
|        | Riddaren & Draken                         | Mikael Björnson                              |
|        | Fripassagerarna                           | Jan Olsson Tapani Karinen                    |